# 天王星軌道器與探測器
天王星軌道器與探測器（Uranus Orbiter and Probe）也被歐洲太空總署稱為天王星尋路者（Uranus Pathfinder），是NASA於ESA正在構想的天王星探測器。它的任務是繼續旅行者2號在1986年對天王星的研究。

## 任務
天王星軌道器可能經由擎天神5號運載發射升空，隨後經過金星-地球-地球-木星的重力助推，在12.8年後到達天王星。它也能夠經由太空發射系統發射，並直接飛向天王星。
如果它被發射，將會是人們的探測器首次環繞天王星運行，研究它的磁場、大氣、氣候、季节变化、光環和衛星（天衛一、天衛二、天衛三、天衛四和天衛五） 。

## 構造
發電機
天王星轨道器原本计划利用先进斯特林放射性同位素热点机发电，但基于该发电机的建造已被取消，如今已经改为利用多任务放射性同位素热电发电机进行发电。每个发电机被期望能在探测器的任务开始时提供110瓦的电力。
科學儀器
天王星軌道探測器將攜帶至少6種科學儀器：
- 廣角與窄角攝像機--對天王星及其衛星與環進行拍攝。
- 可見光與近紅外線分光儀
- 磁強計--研究天王星的磁場。
- 質譜儀
- 多普勒光譜成像儀
- 微波輻射計

另外兩樣科學儀器被強烈期望：
- 高能中原子檢測器
- 高傳感度加速計